# 矢向
矢向（やこう）は、神奈川県横浜市鶴見区の町名である。現行行政地名は矢向一丁目から矢向六丁目。住居表示実施済み区域。1969年に廃止された矢向町（やこうちょう）についても本項で記載する。

## 地理
鶴見区の東北部、鶴見川の左岸地域に位置し、狭い川崎市域を挟んで多摩川にも近接する。鶴見区の北端であり、距離の上では区政の中心である鶴見駅周辺よりも、川崎市の川崎駅に近い。沖積層からなる平地であり、海抜は2メートルから3メートル。北西に江ケ崎町、西に鶴見川を挟んで上末吉・下末吉、南に元宮・尻手と接し、東側と北側は川崎市幸区である。区域南部の国道1号沿いの地域は比較的大規模な工場から中小の工場・事業所が並び、他はほぼ住宅地となっている。
南武線と品鶴線（横須賀線）の線路が区域を縦断している。特に後者は新鶴見操車場の跡地を伴うもので、東側の矢向一丁目とその他の地域の間は陸橋を通らなければ往来できない。
16世紀末までは多摩川の河口は今より南にあり、矢向は多摩川の河畔に位置していた。このことは、地質的に旧河道や自然堤防が認められることのほか、最願寺の観音像が多摩川を流れて「矢向の川岸」に漂着したものであると伝わることからも裏付けられる。
大正の頃はほとんど農地であった。鶴見川と多摩川に挟まれた良好な土地だったためである。
現在は町内に農地は存在しない。

### 面積
面積は以下の通りである。
| 丁目       | 面積（km²） |
| ---------- | ----------- |
| 矢向一丁目 | 0.421       |
| 矢向二丁目 | 0.135       |
| 矢向三丁目 | 0.240       |
| 矢向四丁目 | 0.184       |
| 矢向五丁目 | 0.132       |
| 矢向六丁目 | 0.144       |
| 計         | 1.256       |

### 地価
住宅地の地価は、2024年（令和6年）1月1日の公示地価によれば、矢向1-16-17の地点で28万1000円/m²、矢向3-1-2の地点で33万8000円/m²、矢向5-11-27の地点で36万3000円/m²となっている。

## 歴史
平安時代の頃までは付近は東京湾に浮かぶ浮洲の一つであったらしいが、矢向で最も古い良忠寺の創建が1240年（仁治元年）であり、その頃までには開拓が進められ、現在につながる農村が成立していたとみられる。古くから武蔵国橘樹郡に属した。
江戸時代には川崎領矢向村と呼ばれ、時期や地域によって天領、寺領、旗本領のいずれかであった。二ヶ領用水の開通後は矢向村内にも水路が引かれて農業に利用された。
明治維新にあたっては、1868年（明治元年）のうちには神奈川県に編入されたと推定される。その後の地方制度改革のもとで、矢向村の行政区域は以下のような変遷を経た。
- 1873年（明治6年）5月13日 - 区画改正大略により4大区5番組に属する[17]。
- 1874年（明治7年）6月15日 - 大区小区制により4大区5小区に属する[17]。
- 1878年（明治11年）7月22日 - 郡区町村編制法により改めて橘樹郡矢向村となる[17]。
- 1889年（明治22年）4月1日 - 町村制により周辺の村と合併し橘樹郡町田村となる[17]。大字矢向[18]。
- 1923年（大正12年）4月1日 - 町田村が町制を施行し、潮田町となる。
- 1925年（大正14年）4月1日 - 潮田町が橘樹郡鶴見町に編入。
- 1927年（昭和2年）4月1日 - 鶴見町が横浜市に編入、大字矢向は矢向町に[18]。10月1日に横浜市が区制を施行し、鶴見区となる。

昭和になり京浜工業地帯に日本鋼管、旭硝子、味の素、東芝などの工場が出来、そこに勤める人たちが多く住むようになった。1927年に南武鉄道が開業したことで、矢向駅・尻手駅を中心に住宅地が広がっていった。
1945年（昭和20年）4月15日の川崎・鶴見空襲では矢向駅（駅舎焼失）や隣接する矢向電車区（車両5両焼失）などに被害があった。現在矢向駅前に立つクスノキの大木はその際に焼けた南武鉄道開通記念樹3本のうち1本だけが蘇生したものである。
1951年（昭和26年）に出版された林芙美子の小説『めし』では、当時の矢向が次のように描写されている。この小説は同年に映画化され、実際に矢向駅前などで撮影された映像が使われた。
戦後は、京浜工業地帯の発展と東京一極集中の進展にともなって人口も増え、中小の工場・事業所と住宅が密集する地域となった。児童数が急増した横浜市立矢向小学校は市内有数のマンモス校となり、1947年（昭和22年）から15年ほどの間、二部授業制をとった。また、児童生徒数が多いため、1962年（昭和37年）に創立した横浜市立矢向中学校は、一校の小学校に一校の中学校が対応した。1968年（昭和43年）に住居表示が実施され、矢向町は現在の矢向一丁目から六丁目となった。 1969年（昭和44年）6月1日に矢向町は廃止となる。1975年（昭和50年）2月15日に尻手駅西側を川崎市幸区から矢向四丁目に編入し、1995年（平成7年）、JR横須賀線（品鶴線）の線路を挟んだ隣の江ヶ崎町に横浜市立新鶴見小学校が創立され、矢向小学校の学区が分かれた。この頃から、中小の工場が移転した場所に大規模マンションの建設が進み、人口はさらに大きく伸びた。

## 世帯数と人口
2025年（令和7年）6月30日現在（横浜市発表）の世帯数と人口は以下の通りである。
| 丁目       | 世帯数     | 人口     |
| ---------- | ---------- | -------- |
| 矢向一丁目 | 2,906世帯  | 6,327人  |
| 矢向二丁目 | 1,131世帯  | 1,828人  |
| 矢向三丁目 | 2,265世帯  | 3,815人  |
| 矢向四丁目 | 2,296世帯  | 3,717人  |
| 矢向五丁目 | 1,843世帯  | 3,212人  |
| 矢向六丁目 | 1,203世帯  | 1,884人  |
| 計         | 11,644世帯 | 20,783人 |

### 人口の変遷
国勢調査による人口の推移。
| 年                 | 人口   |
| ------------------ | ------ |
| 1995年（平成7年）  | 18,412 |
| 2000年（平成12年） | 17,642 |
| 2005年（平成17年） | 18,830 |
| 2010年（平成22年） | 19,608 |
| 2015年（平成27年） | 21,342 |
| 2020年（令和2年）  | 21,836 |

### 世帯数の変遷
国勢調査による世帯数の推移。
| 年                 | 世帯数 |
| ------------------ | ------ |
| 1995年（平成7年）  | 7,972  |
| 2000年（平成12年） | 7,953  |
| 2005年（平成17年） | 8,855  |
| 2010年（平成22年） | 9,512  |
| 2015年（平成27年） | 10,422 |
| 2020年（令和2年）  | 11,200 |

## 学区
市立小・中学校に通う場合、学区は以下の通りとなる（2024年11月時点）。
| 丁目       | 番地 | 小学校               | 中学校             |
| ---------- | ---- | -------------------- | ------------------ |
| 矢向一丁目 | 全域 | 横浜市立新鶴見小学校 | 横浜市立矢向中学校 |
| 矢向二丁目 | 全域 | 横浜市立矢向小学校   | 横浜市立矢向中学校 |
| 矢向三丁目 | 全域 | 横浜市立矢向小学校   | 横浜市立矢向中学校 |
| 矢向四丁目 | 全域 | 横浜市立矢向小学校   | 横浜市立矢向中学校 |
| 矢向五丁目 | 全域 | 横浜市立矢向小学校   | 横浜市立矢向中学校 |
| 矢向六丁目 | 全域 | 横浜市立矢向小学校   | 横浜市立矢向中学校 |

## 事業所
2021年（令和3年）現在の経済センサス調査による事業所数と従業員数は以下の通りである。
| 丁目       | 事業所数  | 従業員数 |
| ---------- | --------- | -------- |
| 矢向一丁目 | 114事業所 | 2,641人  |
| 矢向二丁目 | 60事業所  | 354人    |
| 矢向三丁目 | 80事業所  | 655人    |
| 矢向四丁目 | 109事業所 | 728人    |
| 矢向五丁目 | 134事業所 | 759人    |
| 矢向六丁目 | 117事業所 | 1,981人  |
| 計         | 614事業所 | 7,118人  |

### 事業者数の変遷
経済センサスによる事業所数の推移。
| 年                 | 事業者数 |
| ------------------ | -------- |
| 2016年（平成28年） | 663      |
| 2021年（令和3年）  | 614      |

### 従業員数の変遷
経済センサスによる従業員数の推移。
| 年                 | 従業員数 |
| ------------------ | -------- |
| 2016年（平成28年） | 7,842    |
| 2021年（令和3年）  | 7,118    |

## 主な交通

### 鉄道
- 南武線
  - 矢向駅
  - 尻手駅（駅所在地は川崎市幸区南幸町)

### 道路
- 国道1号（尻手・元宮との境界）
- 県道140号川崎町田線（尻手黒川道路）

### バス
- 川崎鶴見臨港バス
  - 川51、川53、川54・川55、川56・川57、川61、川69
- 横浜市営バス
  - 18系統

が利用可能である。川崎鶴見臨港バスの矢向南町と横浜市営バスの矢向はほぼ同位置にあるが停留所の名称が異なる。

## 地区
矢向一丁目（矢向西町）
品鶴線の線路の西側。矢向中学校がある。矢向で唯一の新鶴見小学校校区。南半分は東洋製罐横浜工場で占められている。新鶴見操車場跡地には汐田総合病院がある。
矢向二丁目（矢向南町）
尻手駅の南西側地域。尻手駅前郵便局があるほか、品鶴線の線路に近い部分でJR東日本の施設が大きな面積を占める。現在でも「南町」で通用する。
矢向三丁目（矢向本町）
二丁目の北、四丁目の西側。矢向小学校、鶴見警察署矢向交番、鶴見消防署矢向消防出張所がある。北寄りに貨物線（南武線と品鶴線を結ぶ「尻手短絡線」）があり、貨物列車が頻繁に通る。
矢向四丁目（矢向宮元町／矢向宮本町）
南武線の両側にわたる町。浄土宗の記主山然阿院良忠寺、浄土真宗本願寺派の最願寺、日枝神社という古い寺社がある。ミヤモト町の表記は「宮元町」と「宮本町」の二種類ある。尻手駅西側の一部は1975年に川崎市幸区から編入された地域である。
矢向五丁目（矢向泉町）
矢向駅の東側、北と東で川崎市に接する地域。商店街・矢向商栄会がある。四丁目との境は矢向駅と川崎河岸駅を結んだ貨物線（1972年廃止）の跡である。
矢向六丁目（矢向神田町）
矢向駅と矢向商店街、横浜矢向郵便局、鶴見警察署矢向駅前交番などがある。西側は品鶴線の線路に接し、その手前にはファミリーマート向けの弁当を製造するトオカツフーズの工場がある。東は南武線の線路である。

## 隣接する地区
- 鶴見区
  - 江ケ崎町
  - 上末吉
  - 下末吉
  - 元宮
  - 尻手
- 幸区
  - 新小倉
  - 東小倉
  - 小倉 - JRの線路およびそれに面する道路の一部のみ[30]
  - 塚越
  - 戸手本町
  - 神明町
  - 南幸町

## その他

### 日本郵便
- 郵便番号 : 230-0001[3]（集配局：鶴見郵便局[31]）。

### 警察
町内の警察の管轄区域は以下の通りである。
| 丁目       | 番・番地等 | 警察署     | 交番・駐在所 |
| ---------- | ---------- | ---------- | ------------ |
| 矢向一丁目 | 全域       | 鶴見警察署 | 尻手交番     |
| 矢向二丁目 | 全域       | 鶴見警察署 | 尻手交番     |
| 矢向三丁目 | 全域       | 鶴見警察署 | 矢向駅前交番 |
| 矢向四丁目 | 全域       | 鶴見警察署 | 矢向駅前交番 |
| 矢向五丁目 | 全域       | 鶴見警察署 | 矢向駅前交番 |
| 矢向六丁目 | 全域       | 鶴見警察署 | 矢向駅前交番 |